# 越前焼

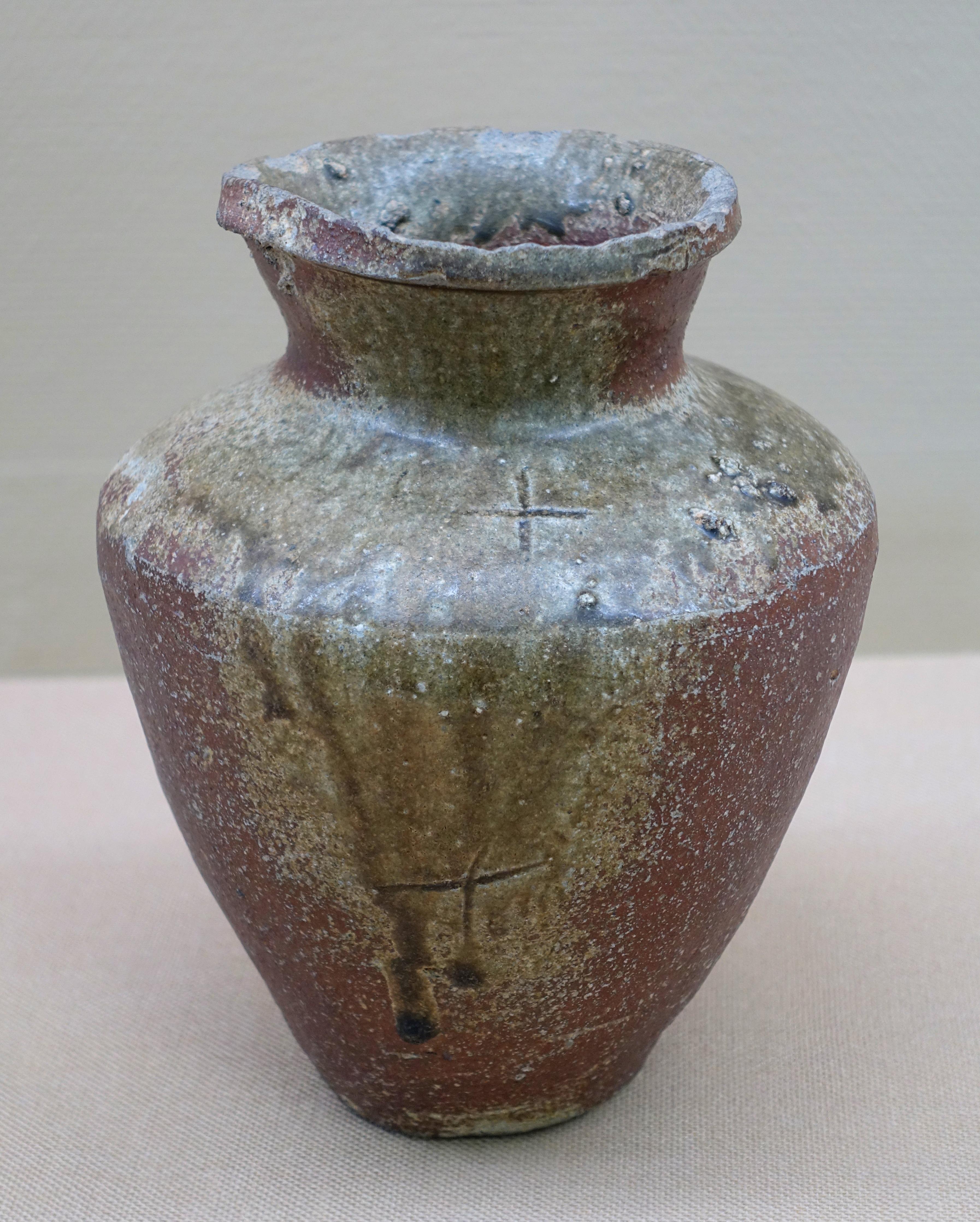
越前壺　室町時代 箱根美術館蔵

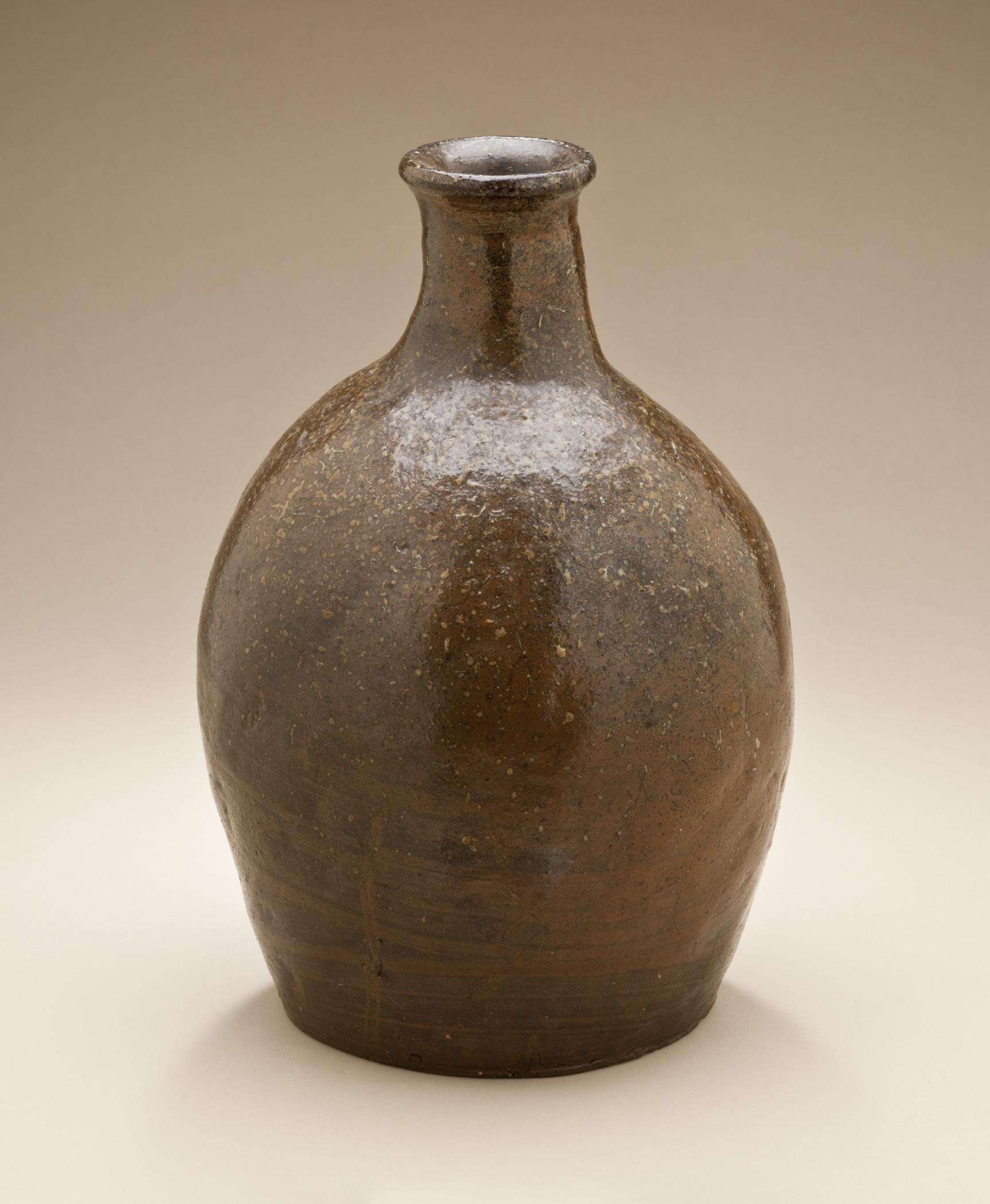
越前焼の徳利（桃山時代）

越前焼（えちぜんやき）は、福井県丹生郡越前町の主に宮崎地区（旧宮崎村）・織田地区（旧織田町）で焼かれる陶磁器（炻器）。鉄分の多い土を使い、肌色は黒灰色から赤褐色まで変化し、黄緑色の自然釉が流れ落ちる美しさが特徴である。

## 概要
元々須恵器を焼いていたが、平安時代末期に常滑焼の技術を導入して焼き締め陶を作り始めたのが始まりとされる。最初に窯が築かれたのは越前町小曽原だったといわれ、初期の越前焼の生産は常滑から来訪した陶工の集団が行っていたと推測される。
高温焼成で茶褐色に焼き締まった越前焼は、上薬を使わなくても水を通さない丈夫な焼き物と言う特長から、主に甕やすり鉢などの日用雑器を中心に生産されていた。室町時代後期には北前船によって北は北海道、南は鳥取県まで運ばれ、越前焼は北陸最大の窯業産地として最盛期を迎える。しかし、江戸時代中期になると瀬戸焼などに押されて越前焼は次第に衰退し、生産量も縮小する。その後、江戸時代後期には片口や徳利などの食器類を焼いたり、明治時代には信楽・瀬戸・美濃・九谷などから陶工を招き、磁器や色絵陶などを取り入れようとしたが定着せず、明治時代末期から大正時代にかけて窯元の廃業が相次ぐ。
昭和時代に入ると、水野九右衛門と小山富士夫によって発掘調査と研究が進められ、1948年（昭和23年）小山富士夫が越前焼を「日本六古窯」の一つに数える。1965年（昭和40年）、福井県窯業開発振興協議会において、県内で生産される各窯元の焼き物の名称を「越前焼」に統一することが決定する。

1970年（昭和45年）、福井県の支援の下で越前陶芸村が建設され、多くの陶工が訪れるようになった。今日では若い感覚の作品も多く見受けられるが、基本は古くからの焼き締めが中心となっている。1986年（昭和61年）に通商産業省(現在の経済産業省)から伝統工芸品の指定を受ける。2017年4月29日、越前焼は、丹波立杭焼（兵庫県丹波篠山市）・備前焼（岡山県備前市）・瀬戸焼（愛知県瀬戸市）・常滑焼（愛知県常滑市）・信楽焼（滋賀県甲賀市）とともに、日本六古窯として日本遺産に認定された（日本六古窯 公式Webサイト）。地域団体商標にも登録されている。

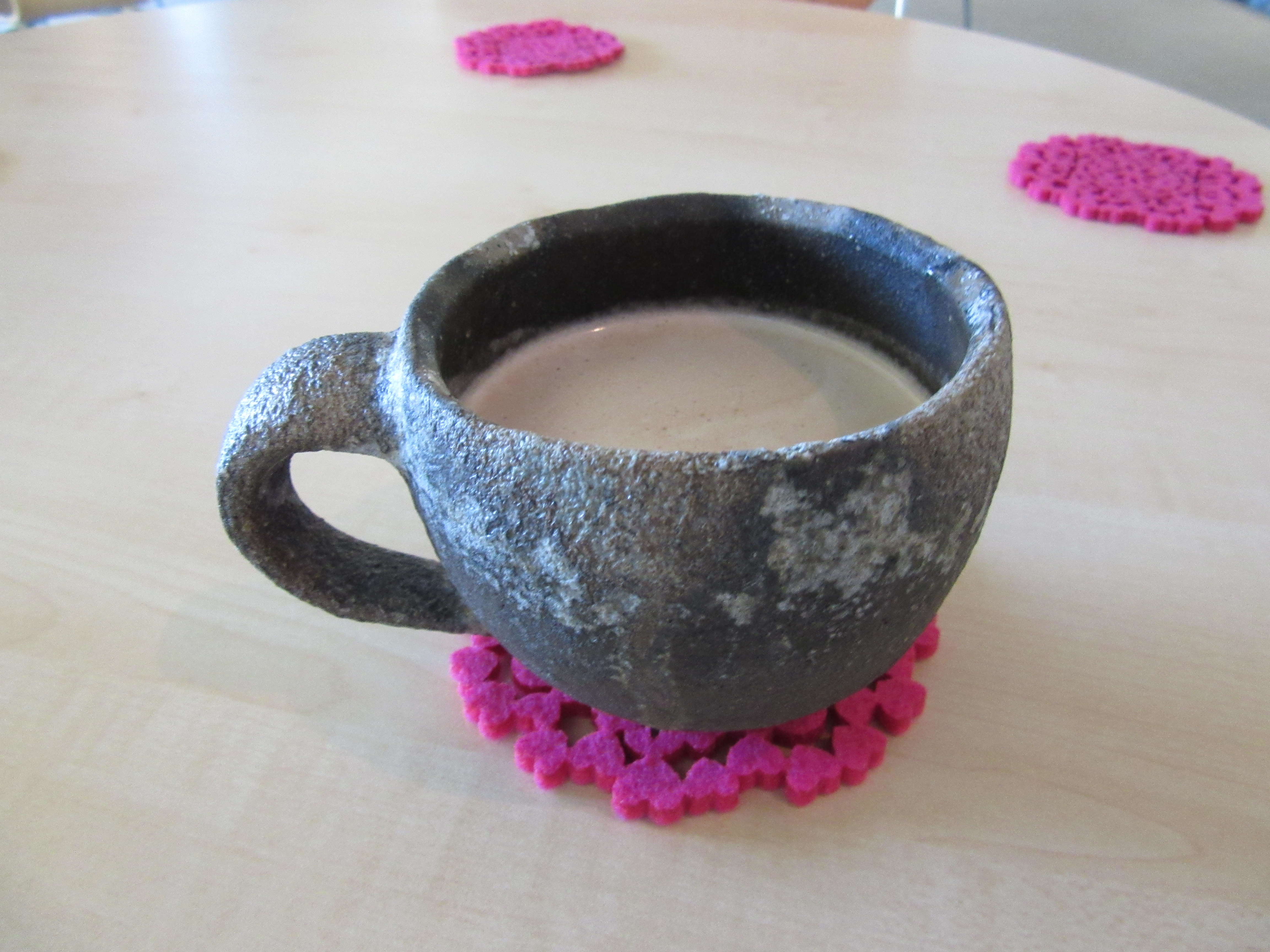
越前焼のカップ（越前陶芸村・文化交流会館にて）
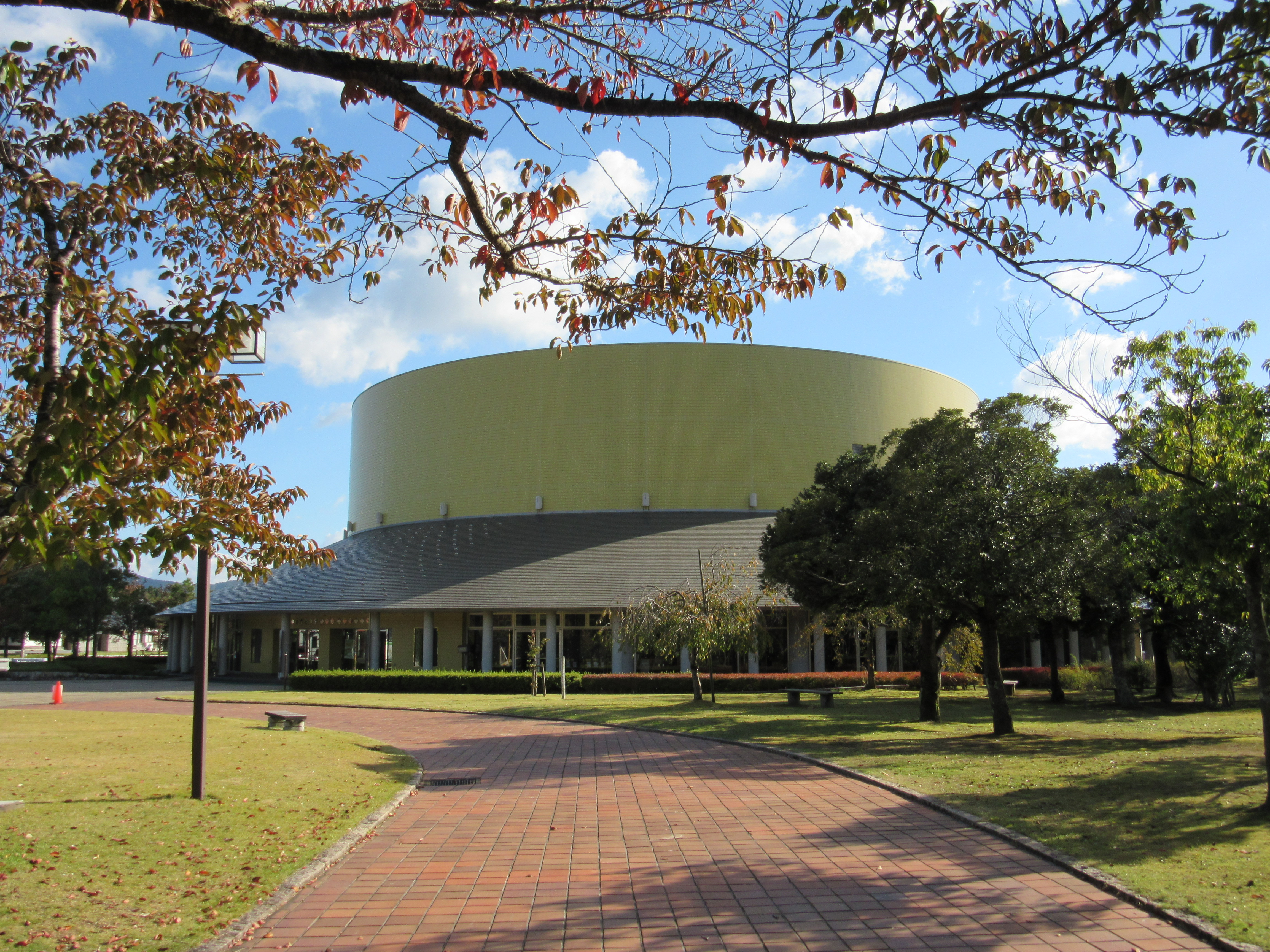
越前陶芸村・文化交流会館
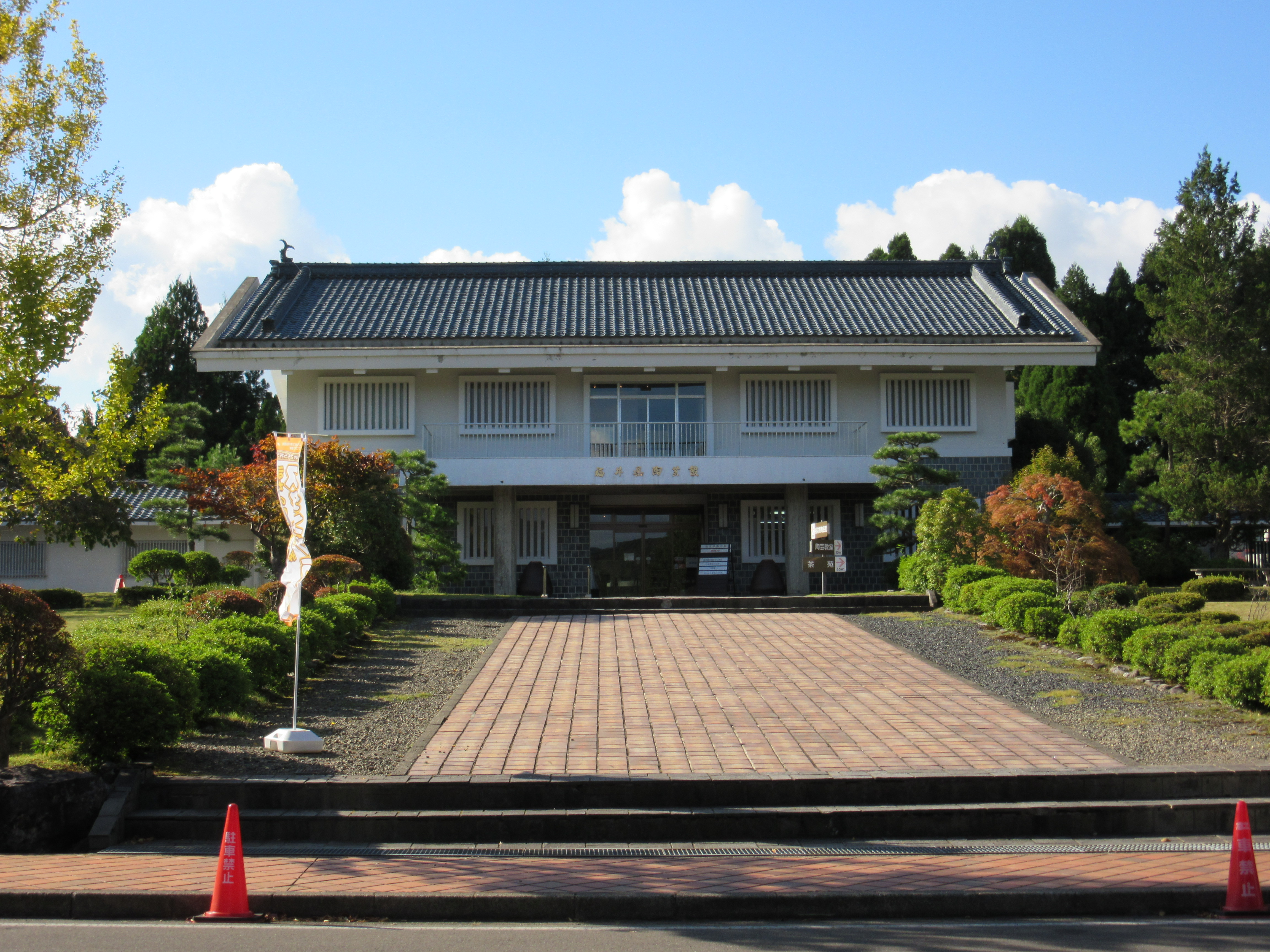
越前陶芸村・福井県陶芸館